# Jindřich Halama
Jindřich Halama (* 23. listopadu 1952 Praha) je český teolog, etik, kazatel Jednoty bratrské, resp. jejího Ochranovského seniorátu při Českobratrské církvi evangelické.

## Život a dílo
Po maturitě na gymnáziu v roce 1972 a na ekonomické škole v roce 1974 v Mladé Boleslavi vystudoval Komenského evangelickou bohosloveckou fakultu (1974-80). V roce 1979 absolvoval studijní pobyt na Moravian Theological Seminary v Bethlehemu. V letech 1982-1991 byl kazatelem Jednoty bratrské v Jablonci nad Nisou, od roku 1989 vykonával zároveň funkci studentského faráře na Evangelické teologické fakultě Univerzity Karlovy (na částečný úvazek).
Od února 1991 se stal odborným asistentem při katedře etiky, v roce 1994 obhájil doktorát teologie (disertace z oboru sociální etiky s názvem Výzva latinskoamericke teologie osvobození, 1992). V roce 2003 se habilitoval na základě práce Sociální učení Českých bratří 1464–1618 a následně převzal vedení katedry teologické etiky, kterou vedl do r. 2019. V letech 2010-14 byl děkanem a následně proděkanem pro rozvoj a pro studium Evangelické teologické fakulty. Od rozdělení Jednoty bratrské je kazatelem Ochranovského seniorátu při Českobratrské církvi evangelické.
Ve své práci se zaměřoval především na dějiny evangelické etiky od reformace do současnosti, na sociální učení české i evropské reformace a později na bioetické otázky. Je členem mnoha redakčních rad a významných vědeckých grémií, autorem knih Sociální učení českých bratří 1464–1618 a Jednota bratrská 1457-2007.

## Publikace[14]
- Sociální učení Českých bratří 1464-1618, Brno: CDK, 2003; německy: Die Soziallehre der Böhmischen Brüder 1464 bis 1618, Herrnhut: Herrnhuter Verlag, 2017.
- Chápání trhu a tržního hospodářství v evangelické tradici, AUC Theologica 6/2016, 33-48.
- Concepts of Freedom in the Czech Reformation, in: M. Welker (ed.): Quests for Freedom. Biblical–Historical–Contemporary, Neukirchen: Neukirchener 2015, 299–318.
- Evangelická teologie, lidská přirozenost a bioetika, in: W. Drozenová et al.: Etika vědy v ČR, Praha: Filosofa 2010, 265–275.
- Naděje pro člověka, ne v člověku: Sociální encykliky očima protestantské teologie, in: P. Fiala, J. Hanuš, J. Vybíral (ed.): Katolická sociální nauka a současná věda: interdisciplinární analýzy sociálních encyklik Jana Pavla II., Brno: CDK 2004, 81–97.
- Faith and History. Hromadka’s Public Teology, Religion in Eastern Europe 24/2004, 15–37. Volk und Nation in der neueren tschechischen (theologischen) Diskussion, Communio viatorum 47/2004, 99–104.
- Een dubbele maatstaf voor de schepping? in P. Morée, T. Trusina (ed.): Rozpravy/Saamenspraak 2001: Mens en milieu: Een vicieuze cirkel? Heršpice: Eman 2001, 41–52.